# Плявиньский район
Плявиньский район (латыш. Pļaviņu rajons) — бывший административный район Латвийской ССР с центром в городе Плявиняс, существовавший в 1949—1959 годах.
Плявиньский район был создан 31 декабря 1949 года. С 8 апреля 1952 года по 25 апреля 1953 года Плявиньский район был включён в состав Рижской области.
По данным на 1 марта 1954 года в районе было 2 города (Плявиняс и Гостини) и 20 сельсоветов. После укрупнения сельсоветов к 1 июля 1954 года их число сократилось до 12 (Айвиекстский, Айзкраулкский, Бебрский, Виеталвский, Вискальский, Иршский, Калснавский, Клинтайнский, Кокнесский, Одзиенский, Ратниценский и Янюкалинский).
В 1956 году город Гостини был включён в черту города Плявиняса. В 1958 году на территории района был образован рабочий посёлок Кокнесе.
Плявиньский район был ликвидирован 11 ноября 1959 года, а его территория распределена между Крустпилсским и Огрским районами.